# Jedi

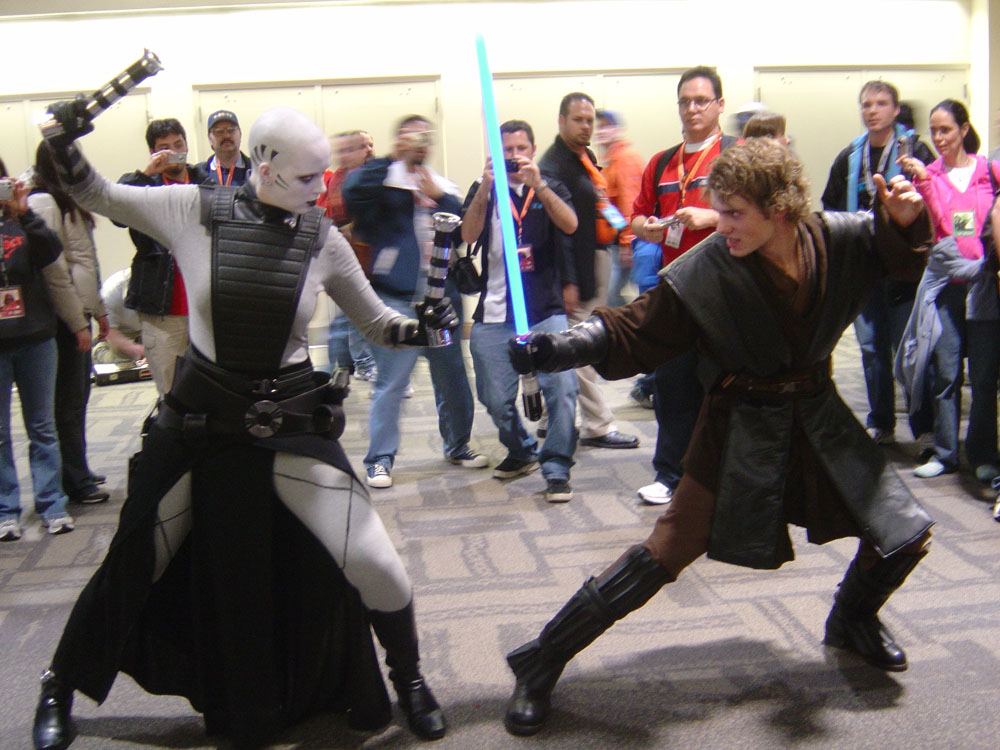
Asajj Ventress vs Anakin Skywalker.

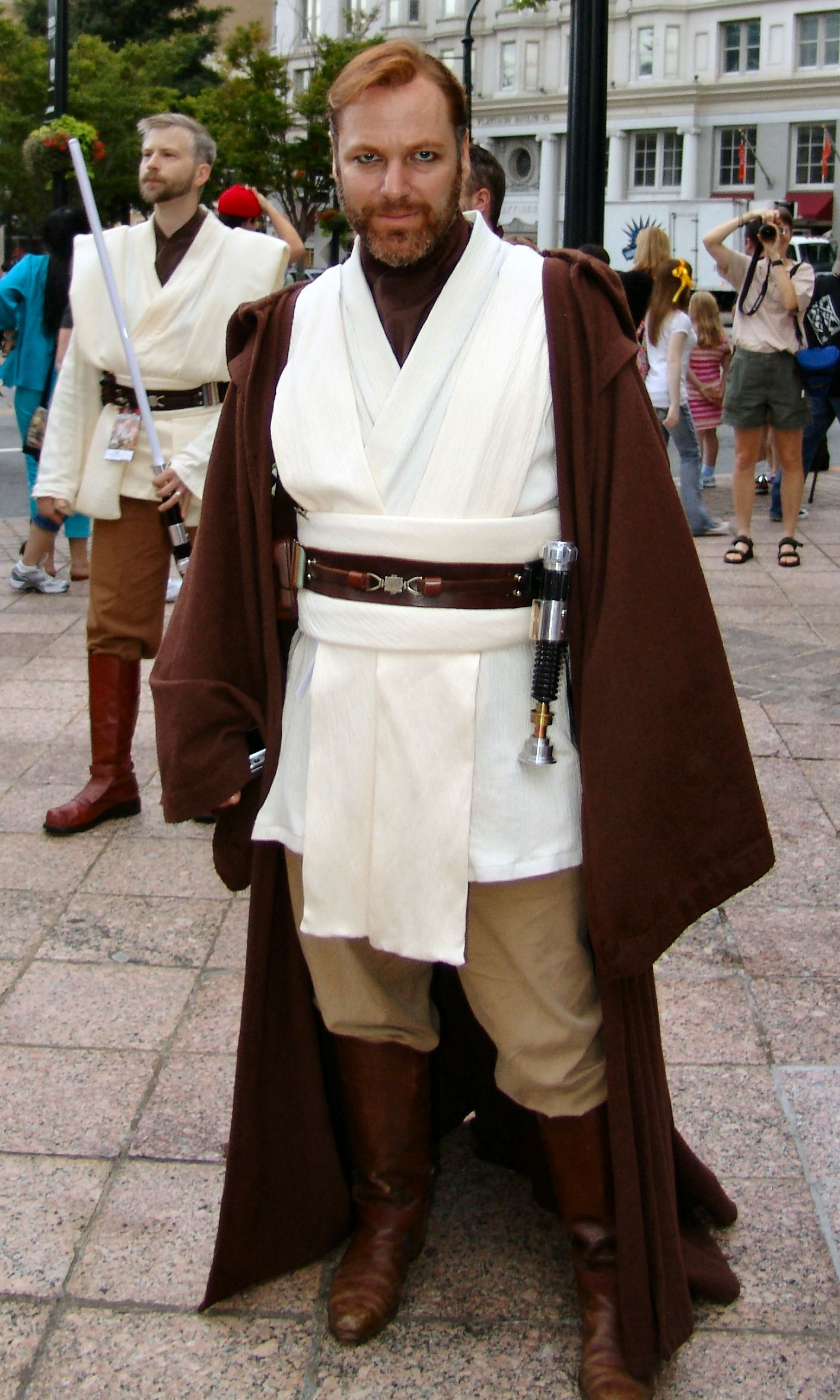
Obi-Wan Kenobi, un foarte important maestru Jedi.

Cavalerii Jedi sunt un ordin monastic din universul ficțional Războiul stelelor, imaginat de George Lucas. Aceștia folosesc Forța pentru menținerea păcii și ordinii în univers.
Cavalerii Jedi sunt personaje fictive din saga Războiul stelelor, ei fiind războinici - filosofi care lucrează pentru menținerea păcii în galaxie. Ei sunt înzestrați cu puteri supranaturale.
Cuvântul se pronunță /ˈdʒɛdaɪ/  (într-o aproximare conformă grafiei românești ar fi „gedai”, iar într-o aproximare de transcripție valabilă pentru limba franceză ar fi „djédaille”), deși unele specii (în special Yuuzhan Vong) îl pronunță /ˈdʒideɪ/  ( adică „gidei” sau, pentru francofoni, „djideille”).
Cuvântul "Jedi" vine din japonezul "Jidai-Geki" (時代劇 - numele unui gen de filme și  piese de teatru a căror acțiune au loc în Japonia medievală).  
Ucenicii cavalerilor Jedi se numesc "Padawan" (în sanscrită padavyā înseamnă a merge  pe urmele lui).

## Vezi și
- Sith

## Legături externe
- The Jedi Order pe Enciclopedia Oficială StarWars.com
- Jedi Temple pe Enciclopedia Oficială StarWars.com
- Jedi la Wookieepedia: un wiki Războiul stelelor